# Гарсия, Диего (аргентинский футболист)
Диего Гарси́я (исп. Diego García; 23 января 1907, Боэдо — неизвестно) — аргентинский футболист, нападающий.

## Карьера
Диего Гарсия вырос в районе Боэдо вместе с семью братьями и сёстрами. Он начал карьеру в молодёжном составе «Уракана». Оттуда Гарсия перешёл в молодёжку «Сан-Лоренсо», клуба, за который болел с детства. Там Диего дебютировал в матче с «Эстудиантиль Портеньо», в которой был удалён через 10 минут после начала игры. Гарсия в под трибунном помещении готовился к уходу из команды, но менеджер ему сказал, чтобы готовился к выходу в составе первой команды. В этой встрече Диего вышел на поле и забил два гола, принеся победу со счётом 2:1. В 1927 году Гарсия помог клубу одержать победу в чемпионате страны. Также он добивался этого результата ещё дважды — в 1933 и 1936 годах. Гарсия играл за клуб до 1940 года, проведя 314 матчей и забив 169 голов, по другим данным 317 матчей.
Завершив игровую карьеру, Гарсия стал тренером. Он пять раз становился главным тренером «Сан-Лоренсо». Наивысшим же достижением в тот период стала победа в чемпионате страны в 1946 году. В том розыгрыше «Сан-Лоренсо» выиграл 20 матчей, 6 свёл вничью и 4 проиграл, забив 90 голов и пропустив только 37.

## Статистика

### Клубная
| Сезон | Клуб        | Лига    | Чемпионат | Чемпионат | Кубок | Кубок | Междун. | Междун. |
| Сезон | Клуб        | Лига    | Игры      | Голы      | Игры  | Голы  | Игры    | Голы    |
| ----- | ----------- | ------- | --------- | --------- | ----- | ----- | ------- | ------- |
| 1925  | Сан-Лоренсо | Примера | 1         | 2         | —     | —     | —       | —       |
| 1926  | Сан-Лоренсо | Примера | 4         | 3         | 3     | 2     | —       | —       |
| 1927  | Сан-Лоренсо | Примера | 11        | 7         | —     | —     | 1       | 0       |
| 1928  | Сан-Лоренсо | Примера | 32        | 16        | —     | —     | —       | —       |
| 1929  | Сан-Лоренсо | Примера | 19        | 6         | —     | —     | —       | —       |
| 1930  | Сан-Лоренсо | Примера | 32        | 30        | —     | —     | —       | —       |
| 1931  | Сан-Лоренсо | Примера | 34        | 14        | —     | —     | —       | —       |
| 1932  | Сан-Лоренсо | Примера | 25        | 10        | 6     | 2     | —       | —       |
| 1933  | Сан-Лоренсо | Примера | 32        | 22        | 4     | 0     | —       | —       |
| 1934  | Сан-Лоренсо | Примера | 28        | 15        | —     | —     | —       | —       |
| 1935  | Сан-Лоренсо | Примера | 25        | 16        | —     | —     | —       | —       |
| 1936  | Сан-Лоренсо | Примера | 29        | 14        | —     | —     | —       | —       |
| 1937  | Сан-Лоренсо | Примера | 17        | 7         | —     | —     | —       | —       |
| 1938  | Сан-Лоренсо | Примера | 1         | 0         | —     | —     | —       | —       |
| 1939  | Сан-Лоренсо | Примера | 0         | 0         | —     | —     | —       | —       |
| 1940  | Сан-Лоренсо | Примера | 7         | 2         | —     | —     | —       | —       |

1. ↑  В графу «Кубок» входят матчи Кубка Конкуренции Первого дивизиона чемпионата Аргентины[исп.], Кубка Бекара Варелы
2. ↑  В графу «Международные» входят матчи Кубка Альдао

### Международная
| Матчи Диего Гарсии за сборную Аргентины | Матчи Диего Гарсии за сборную Аргентины | Матчи Диего Гарсии за сборную Аргентины | Матчи Диего Гарсии за сборную Аргентины | Матчи Диего Гарсии за сборную Аргентины | Матчи Диего Гарсии за сборную Аргентины | Матчи Диего Гарсии за сборную Аргентины |
| --------------------------------------- | --------------------------------------- | --------------------------------------- | --------------------------------------- | --------------------------------------- | --------------------------------------- | --------------------------------------- |
| №                                       | Дата                                    | Место проведения                        | Оппонент                                | Счёт                                    | Голы                                    | Турнир                                  |
| 1                                       | 6 января 1935                           | Лима                                    | Чили                                    | 4:1                                     | 1                                       | Чемпионат Южной Америки                 |
| 2                                       | 20 января 1935                          | Лима                                    | Перу                                    | 4:1                                     | 1                                       | Чемпионат Южной Америки                 |
| 3                                       | 27 января 1935                          | Лима                                    | Уругвай                                 | 0:3                                     | —                                       | Чемпионат Южной Америки                 |
| 4                                       | 15 августа 1935                         | Буэнос-Айрес                            | Уругвай                                 | 3:0                                     | 1                                       | Кубок Хуана Миньябуру                   |
| 5                                       | 20 сентября 1936                        | Монтевидео                              | Уругвай                                 | 1:2                                     | 1                                       | Кубок Эктора Гомеса                     |

## Достижения

### Как игрок
- Чемпион Аргентины: 1927, 1933, 1936
- Обладатель Кубка Альдао: 1927
- Обладатель Кубка Хуана Миньябуру: 1935

### Как тренер
- Обладатель Кубка Содружества Экскобара-Хероны: 1941
- Обладатель Кубка генерала Педро Пабло Рамиреса: 1943
- Чемпион Аргентины: 1946

## Личная жизнь
Во время его карьеры, Гарсия был популярной личностью. В частности, он снимался в рекламе сигарет Condal.